# Michael Sahlin
Michael Sahlin, född 1945, är en svensk diplomat, ämbetsman och säkerhetspolitisk expert. Han är numera pensionerad men förblir aktiv i samhällsdebatten. Han framträder ofta i svenska medier som sakkunnig i frågor om Turkiet. 

## Karriär
Sahlin är fil dr i statskunskap vid Uppsala universitet. Under sin karriär vid Utrikesdepartementet, vilken inleddes 1977, tjänstgjorde han bland annat som ambassadör i Turkiet och Azerbajdzjan, Spanien, Jugoslavien och Makedonien, samt Norge. Han har även varit svenskt sändebud till Sudan och sekreterare vid 1983 års ubåtsutredning (SOU 1983:13), samt EU:s särskilda sändebud till Makedonien.
Åren 1991–1994 var han statssekreterare vid Försvarsdepartementet, under regeringen Bildt. Han bidrog till att grunda Folke Bernadotteakademien år 2002 och tjänstgjorde som dess förste generaldirektör mellan 2002 och 2007.

## Övriga engagemang och hedersbetygelser
Sahlin är knuten till Stockholms internationella fredsforskningsinstitut (Sipri) och Utrikespolitiska institutet (UI). Han är även knuten till det svenska konsultbolaget Consilio, som en av dess grundare. Han är också ledamot av Kungliga krigsvetenskapsakademien (KKrVA), invald 1991.
Sahlin mottog år 2021 Krigsvetenskapsakademiens belöningsmedalj i guld, 8:e storleken, "för sitt framstående arbete inom Akademien" och belönades år 2024 av kung Carl XVI Gustaf med medalj i serafimerordens band, 12:e storleken, "för framstående insatser inom svensk stats- och utrikesförvaltning".